# Le Seigneur des anneaux : Tactics
 (mars 2020).
Si vous disposez d'ouvrages ou d'articles de référence ou si vous connaissez des sites web de qualité traitant du thème abordé ici, merci de compléter l'article en donnant les références utiles à sa vérifiabilité et en les liant à la section « Notes et références ».
Le Seigneur des Anneaux : Tactics est un tactical RPG mettant en scène les différents personnages de la trilogie à travers divers combats. Ce jeu est développé et édité par Electronic Arts, sorti sur PlayStation Portable en 2005.

## Système de jeu
Le terme Tactics correspond au fait que le jeu est plus proche d'un jeu de stratégie en temps réel que d'un action-RPG.
Résolument au Tour par tour, le jeu est rapidement pris en main et ne nécessite pas des heures d'apprentissage pour en profiter.